# Capea

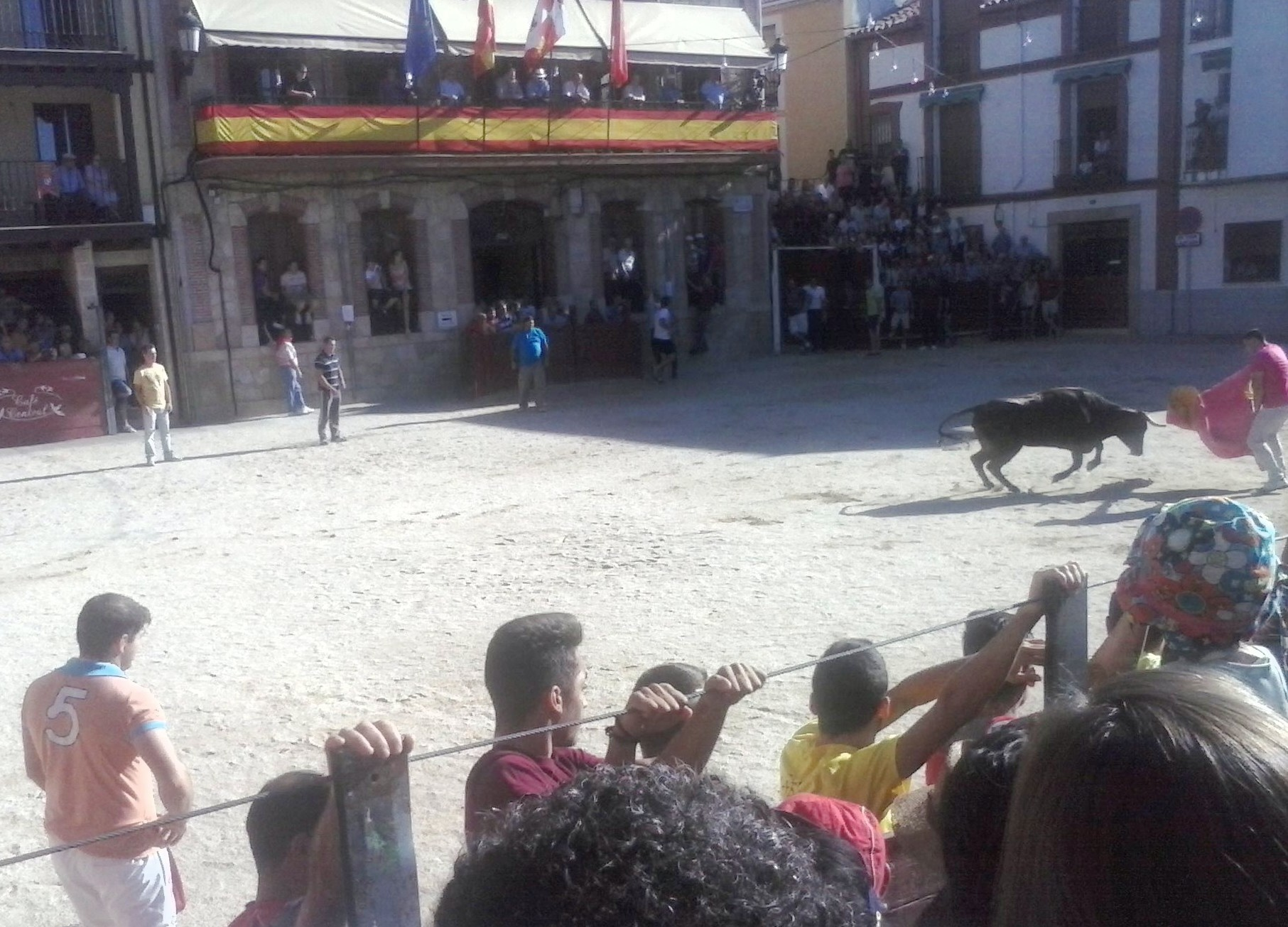
Capea em Candeleda (2014).

Em tauromaquia, uma capea é um festejo no que participam aficionados que toureiam a vitelas e novilhos sem os matar. Em certos locais da Espanha costumam organizar-se capeas em festas ou em despedidas de solteiro. Ainda que não se produza a morte do animal estes festejos são considerados como uma forma de maltrato animal por diversos grupos e partidos políticos. Este espetáculo esteve proibido em Espanha durante a ditadura de Miguel Primo de Rivera.